# 中国驻匈牙利大使馆
中华人民共和国驻匈牙利大使馆（匈牙利語：Kínai Népköztársaság Magyarországi Nagykövetsége），简称中国驻匈牙利大使馆，是中华人民共和国驻匈牙利的外交代表机构。

## 机构设置
中国驻匈牙利大使馆设置下列机构：
- 政治处
- 武官处
- 领事侨务处
- 文化教育处
- 经济商务处
- 办公室